# Кастеллан (станция метро)
Кастеллан — пересадочная станция Марсельского метро с линии 1 на линию 2 и обратно.

## Линия 1
Станция открыта в втором участке первой линии 11 марта 1978. Была конечной до 5 сентября 1992 года.
Находится между станциями «Бай» и «Эстранжан — Префектура»

## Линия 2
Станция открыта в первом участке второй линии 3 марта 1984. Была конечной до 1 февраля 1986 года.
Находится между станциями «Нотр-Дам-дю-Мон — Кур-Жюльен» и «Перье»